# Léon Kalenga Badikebele
Léon Kalenga Badikebele (17 juillet 1956 à Kamina - 12 juin 2019 à Rome) est un prélat catholique congolais, nonce apostolique au Ghana (en) puis au Salvador et au Belize (en) et finalement en Argentine (en) jusqu'à sa mort.

## Biographie

### Enfance et études
Léon Kalenga Badikebele est né à Kamina le 17 juillet 1956, ville alors située au Congo belge et actuelle capitale du Haut-Lomami. Il est diplômé en droit canonique.

### Prêtre
Le 5 septembre 1982, il est ordonné prêtre pour le diocèse de Luebo par François Kabangu wa Mutela (de). C'est le 27 février 1990 qu'il entre au service diplomatique du Saint-Siège. Il travaille dès lors dans différentes représentations diplomatiques du Saint-Siège à travers le monde.

### Nonce apostolique
Le 1er mars 2008, il est nommé nonce apostolique au Ghana (en) par Benoît XVI, et reçoit le titre d’archevêque titulaire de Magnetum (de). Il est consacré le 1er mai suivant par Tarcisio Bertone, le cardinal secrétaire d'État en la basilique vaticane par le cardinal Tarcisio Bertone avec comme co-consécrateurs Agostino Vallini et Francesco Coccopalmerio. Il est nommé nonce auprès du Salvador le 22 février 2013, ainsi que du Belize (en) le 13 avril suivant. Son travail au Salvador pour la béatification de Óscar Romero. Le 17 mars 2018 le pape François l'envoie comme nonce en Argentine (en), son pays d'origine. 
Il est hospitalisé en urgence pendant le mois de mai 2019 dans une clinique, mais son état est alors resté critique. Il meurt le 12 juin suivant à Rome alors que les nonces étaient justement réunis auprès du pape. C'est le Pape François qui préside la messe de ses funérailles le 15 juin 2019 en la Basilique Saint-Pierre.

## Succession apostolique
Léon Kalenga Badikebele a ordonné les évêques suivants :
- Évêque Gabriel Edoe Kumordji (en), S.V.D. (2010)
- Évêque Alfred Agyenta (en) (2011)
- Évêque Lawrence Sydney Nicasio (en) (2017)